# Саппак, Владимир Семёнович
Влади́мир Семёнович Саппа́к (14 июля 1921, Москва — 23 ноября 1961, там же) — советский театральный критик, театровед, журналист. Член Союза писателей СССР.

## Биография
Родился в караимской семье. Отец — Семён Абрамович Саппак (1878—?), работал в Наркомпроде, в 1920 году осуждён на пять лет лишения свободы «за распространение ложных слухов», реабилитирован в 1997 году. Мать — Александра Александровна. Сестра жила в Ленинграде. В 1945 году окончил Литературный институт имени А. М. Горького. Работал сначала в Совинформбюро, затем в газете «Советское искусство», а далее и до конца своих дней — заведующим отделом критики в журнале «Театр». Был первым общественным завлитом театра «Современник».
Начал печататься в 1948 году. Был автором многочисленных статей, посвящённых вопросам драматургии и театра. Написал книгу «Телевидение и мы», вышедшую посмертно в 1963 году.
Умер 23 ноября 1961 года в Москве. Кремирован.

## Семья
Жена — Вера Васильевна Шитова.

## Отзывы
Анатолий Эфрос вспоминал о нём:

Я неоднократно говорил и писал о том, какое влияние на нас, молодых режиссёров, оказывал такой критик, как Владимир Саппак, и целый ряд группировавшихся вокруг него людей, пишущих об искусстве. Почему именно вокруг Саппака? Он был человеком талантливым, исключительным, добрым, внимательным, милой личностью. Он был тяжело болен, сидел дома, но общаться с ним всегда было наслаждением. Его умные и тонкие высказывания об искусстве все слушали со вниманием. Его окружало множество интересных критиков, которые до сих работают в искусстве. Эти и некоторые другие люди определяли тогда, как мне казалось, ход всего искусства.

## Сочинения
- Саппак В. С. Телевидение и мы. Четыре беседы. М.: Искусство, 1963. — 182 с.
- Саппак В. С., Шитова В. В. Семь лет в театре. Телевидение и мы. М.: Искусство, 1968. — 280 с.
- Саппак В. С. Блокноты 1956 года/ Подг. текста Е. А. Кеслер. Вступ. ст. А. М. Смелянский. — М.: МХТ, 2011. — 200 с.